# Madjid Samii

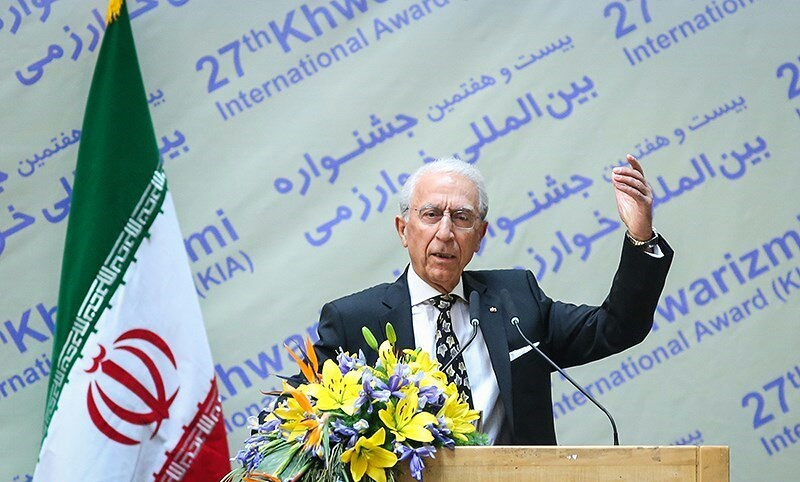
Madjid Samii (2014)

Madjid Samii oder Madschid Samii (persisch مجید سمیعی ; * 19. Juni 1937 in Teheran) ist ein iranisch-deutscher Neurochirurg.

## Leben

### Werdegang
Samii studierte von 1957 bis 1963 Medizin an der Johannes Gutenberg-Universität Mainz. Dieses Studium wurde durch ein iranisches Förderprogramm voll finanziert. In den Jahren 1958 bis 1962 studierte er ebenfalls an der Mainzer Universität parallel im Zweitstudium Zoologie und Botanik. Er schloss das Medizinstudium mit dem Staatsexamen 1963 ab, 1964 wurde er promoviert.
Ab 1965 war Samii wissenschaftlicher Assistent an der Neurochirurgischen Universitätsklinik Mainz bei Kurt Schürmann und erhielt 1970 die Anerkennung als Facharzt für Neurochirurgie. Es folgten Ernennungen zum ersten Oberarzt und stellvertretenden Klinikdirektor. Noch im selben Jahr erfolgte seine Habilitation für das Fach Neurochirurgie. Ebenfalls 1970 gründete Samii eine Schule für Mikrochirurgie, in der er sein 1967 entwickeltes mikroskopisches Operationsverfahren lehrte. 1971 ernannte man Samii zum außerplanmäßigen Professor. 1974 erfolgte die Ernennung Samiis zum wissenschaftlichen Rat und Professor an einer wissenschaftlichen Hochschule.

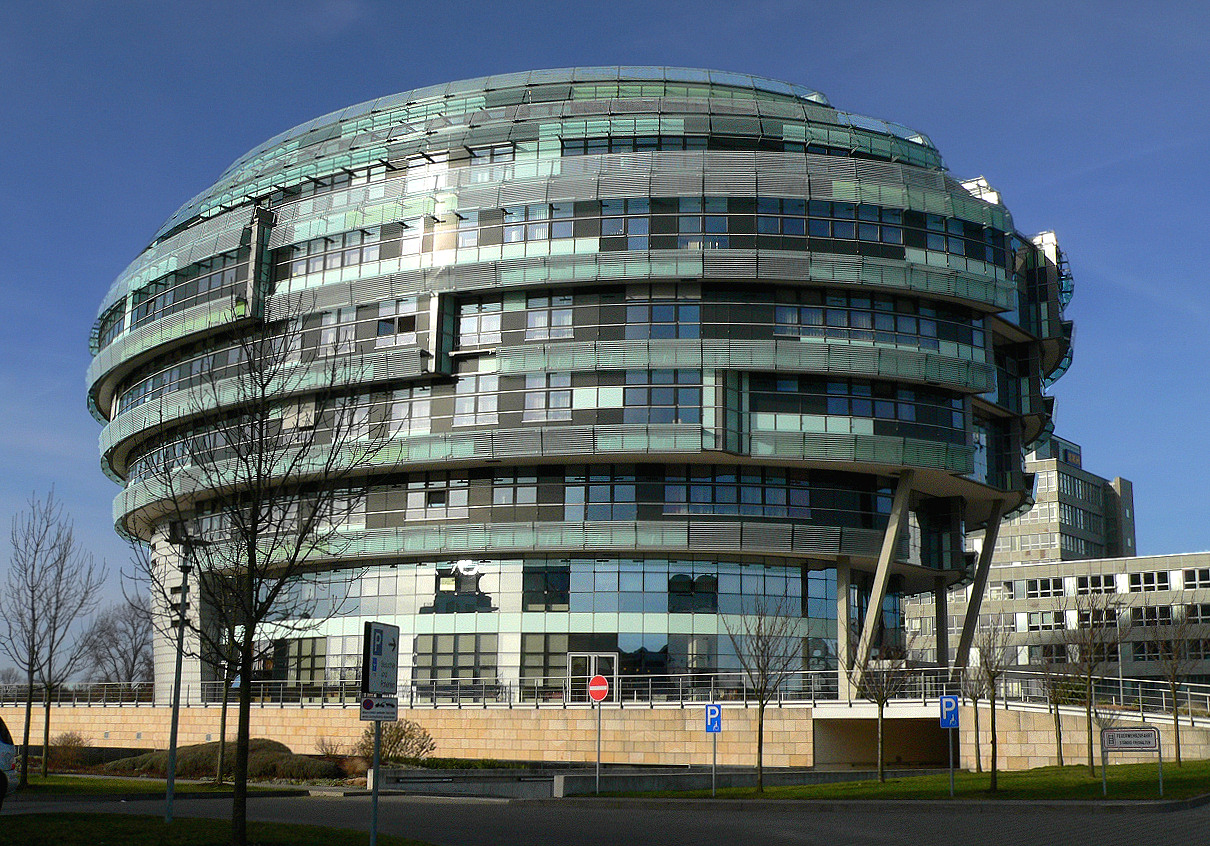
Das von Madjid Samii gegründete International Neuroscience Institute in Hannover

1977 wurde er Direktor der Neurochirurgischen Klinik im Nordstadtkrankenhaus in Hannover. 1986 übernahm er den Lehrstuhl der Neurochirurgie an der Universität Leiden in den Niederlanden, 1988 dann an der Medizinischen Hochschule Hannover (MHH). Seit 2003 leitet er das von ihm gegründete International Neuroscience Institute in Hannover, einer Forschungseinrichtung und Fachklinik für Neurochirurgie.
Ihn verbindet eine Freundschaft mit dem ehemaligen Bundeskanzler Gerhard Schröder (SPD), der ihn zur Gründung der Samii-Stiftung im Iran begleitete. 2015 nahm Außenminister Sigmar Gabriel ihn auf seiner Reise nach Teheran mit.
Samii ist verheiratet und Vater von zwei Kindern. Sein Sohn Amir Samii ist ebenfalls Neurochirurg und Professor sowie Vizepräsident und stellvertretender Ärztlicher Direktor des International Neuroscience Institute.

### Leistungen
Samii hat in den 1960er Jahren bildgebende Verfahren entwickelt, mit deren Hilfe Operationen am Gehirn weitaus sicherer vorgenommen werden konnten. Er war der Erste, der 1967 in Deutschland Operationsmikroskope in die Neurochirurgie einführte, wodurch Operationen von Nerven und Gefäßen im Gehirn gewebsschonender möglich waren.
In den 1970er und 1980er Jahren erforschte er die Syringomyelie und andere Erkrankungen des Rückenmarks.
Bis heute hat er vielen zuvor vollkommen tauben Patienten durch Einsatz eines mit den Nervenzellen verbundenen Mikrochips im Stammhirn das Hören wieder ermöglicht. Derzeit forscht Samii an operativen Verfahren zur Heilung von Querschnittgelähmten.
In Zusammenarbeit mit Peter-Michael Zink entwickelte er 1992 die Zink-Samii-Schraube für die Wirbelsäule.

## Ehrungen und Auszeichnungen
Samii ist Ehrenpräsident zahlreicher Gesellschaften wie der World Federation of Neurosurgical Societies und Schirmherr der Deutsche Syringomyelie und Chiari Malformation e. V. 2014 wurde er zum auswärtigen Mitglied der Russischen Akademie der Wissenschaften gewählt.

### Ehrendoktorwürde, Ehren- und Gastprofessuren
- 1982 Gastprofessur an der medizinischen Fakultät der Harvard-Universität Boston, USA
- 1988 Ernennung zum Ehrenprofessor der Medizinischen Fakultät der Militärakademie Peking, VR China
- 1988 Keith Professur an der University of Toronto, Kanada
- 1988 Gastprofessur auf Lebenszeit an der Medizinischen Fakultät der University of California (UCLA), Los Angeles, USA
- 1992 Ehrenprofessur Medizinische Hochschule der Universität Uruguay
- 1992 Ehrendoktorwürde für Medizin der Katholischen Universität Rio Grande do Sul, Porto Alegre, Brasilien
- 2000 Ehrenprofessur für Neurochirurgie der University of Florida, Gainesville, USA
- 2005 Carl Zeiss Ehrenvorlesung und Gastprofessur der Abteilung Neurochirurgie der Johann Wolfgang Goethe-Universität, Frankfurt am Main[9]

### Auszeichnungen
- 1988: Niedersachsenpreis für Wissenschaft
- 1988: Bundesverdienstkreuz 1. Klasse für besondere Verdienste um die wissenschaftliche und praktische Entwicklung in der Neurochirurgie, verliehen von Bundespräsident Richard von Weizsäcker.[10]
- 1994: Ehrenbürgerwürde der Stadt Osario, Argentinien
- 1998: Aristoteles Goldmedaille durch die Universität Thessaloniki
- 2000: Rudolf-Frey-Preis der curasan AG für ausgezeichnete Leistungen auf dem Gebiet der Schmerztherapie[11]
- 2001: Ehrenpräsident der World Federation of Neurosurgical Societies (WFNS)[12]
- 2002: Ehrenzeichen der Deutschen Verkehrswacht in Gold[13]
- 2002: Ehrung der Brasilianischen Gesellschaft für Neurochirurgie für die freundschaftliche Zusammenarbeit[13]
- 2003: McLaughlin-Gallie Visiting Professor of the Royal College of Physicians and Surgeons of Canada, Ottawa[14]
- 2004: Ehrenring der Stadt Garbsen und Eintrag in das Goldene Buch der Stadt Garbsen[15]
- 2006: Avicenna-Preis der Vereinigung der Iranischen Ärzte und Zahnärzte in der Bundesrepublik Deutschland[10]
- 2007: Eintrag in das goldene Buch der Stadt Hannover
- 2007: Fedor-Krause-Medaille der Deutschen Gesellschaft für Neurochirurgie[16]
- 2007: Freundschaftspreis der Volksrepublik China[17]
- 2010: Goldene Ehrenmedaille der neurochirurgischen Gesellschaft von Amerika[18]
- 2013: Leibniz-Ring-Hannover[19]
- 2017: Pirogow-Goldmedaille der Russischen Akademie der Wissenschaften[20]

### Namensstiftung
- MASCIN – Madjid Samii Congress of International Neurosurgeons, Zusammenschluss der Schüler, Freunde und Weggefährten von Madjid Samii[21]
- 2009: Benennung der Universitätsklinik im persischen Rascht nach Madjid Samii[22]
- 2011: Stiftung der Madjid-Samii-Medaille durch die Weltorganisation der Neurochirurgen. Die Medaille solle alle zwei Jahre weltweit herausragende Leistungen auf dem Gebiet der Neurochirurgie würdigen und ist mit 10.000 Euro dotiert.[23]

## Publikationen
- Surgery in and around the Brain Stem and the Third Ventricle. Anatomy. Pathology. Neurophysiology. Diagnosis. Treatment: Anatomy, Pathology, Neurophysiology, Diagnosis, Treatment. 1986, ISBN 3-540-16581-9
- Peripheral Nerve Lesions. 1990. ISBN 3-540-52432-0
- Surgery of the Sellar Region and Paranasal Sinuses. 1991, ISBN 3-540-53697-3
- Approaches to the Clivus. Approaches to No Man’s Land. 1992, ISBN 3-540-54015-6
- Skull Base Surgery. Anatomy, Diagnosis and Treatment. Karger Verlag Freiburg i.Br. 1994, ISBN 3-8055-5967-4

- Mit J. Brehaye Traumatology of the Skull Base. 1983, ISBN 3-540-12528-0
- Mit E. Schindler und L. Diethelm Die Tumoren der Pinealisregion. 1985, ISBN 3-540-15761-1
- Mit W. Draf und J. Lang Surgery of the Skull Base. An Interdisciplinary Approach. 1989, ISBN 3-540-18448-1
- Mit M. Ammirati und G. Walter Surgery of Skull Base Meningiomas. 1992, ISBN 3-540-54016-4
- Mit A. Ernst und R. Marchbanks Intracranial and Intralabyrinthine Fluids. Basic Aspects and Clinical Applications 1996, ISBN 3-540-60979-2
- Mit J. Klekamp Surgery of spinal tumors 2007, ISBN 3-540-44714-8